# كيوزي ديلا فيرنا

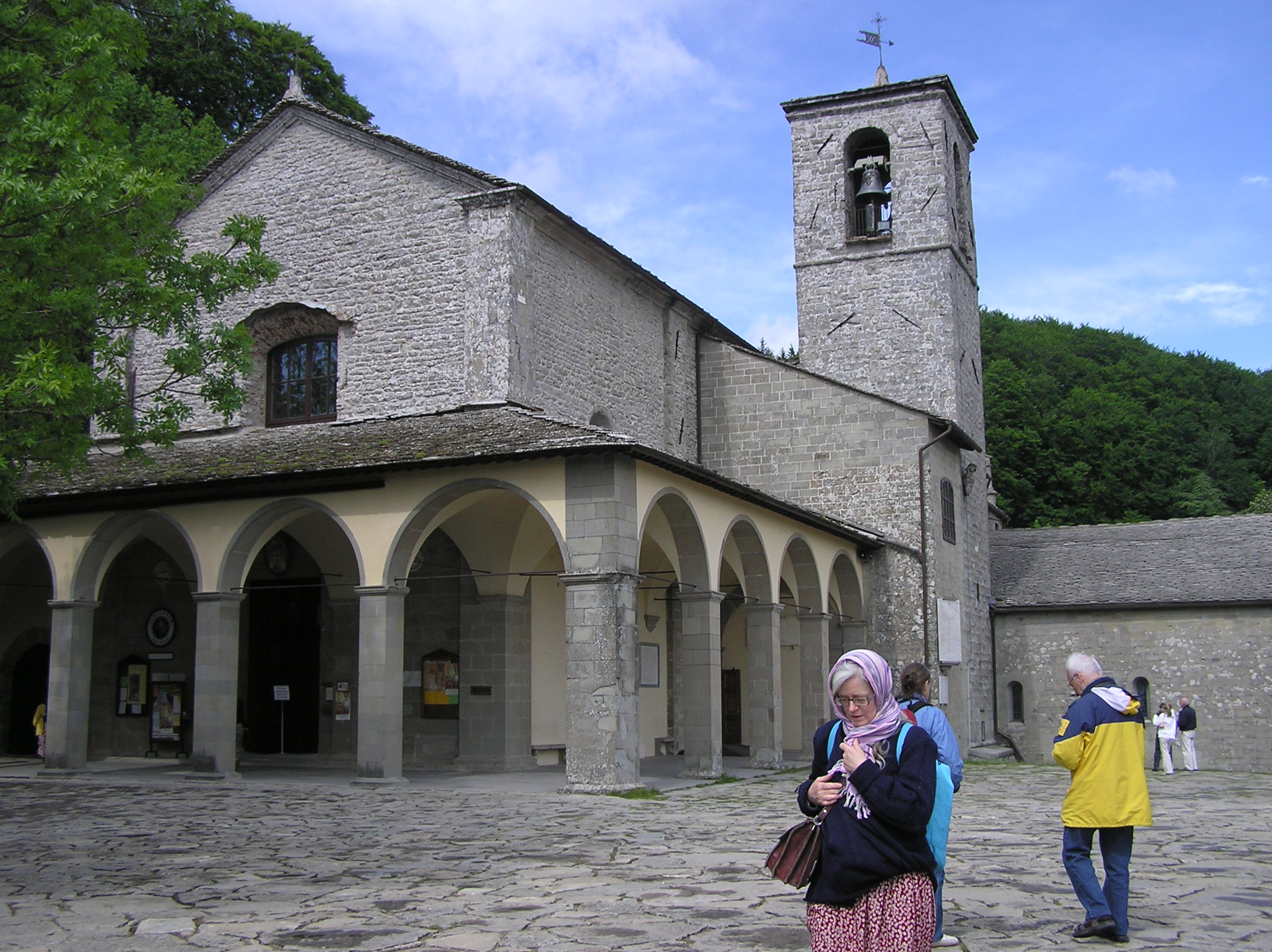
كنيسة كبيرة

كيوزي ديلا فيرنا،  هي كومونا (بلدية) في مقاطعة أريتسو في منطقة توسكانا الإيطالية، وتقع على بعد حوالي 60 كيلومتر (37 ميل)من شرق فلورنسا وحوالي 25 كيلومتر (16 ميل)من شمال أريتسو.تقع في منطقة كازينتينو التقليدية.
تقع كيوزي ديلا فيرنا على حدود البلديات التالية: بانيو دي رومانيا، بيبينا، كابريزي ميكيلانجيلو، كاستل فوكوجنانو، شيتينانو، بيفي سانتو ستيفانو، بوبيي، سوبيانو، فيرغريتو.
في فرازيوني لا فيرنا يوجد مزار القديس فرنسيس الشهير.

## المدن التوأم
- Helmstadt، Germany

## روابط خارجية
- الموقع الرسمي